# Дюба, Мари
Мари́ Дюба́ (фр. Marie Dubas, настоящее имя Анна Мари́ Дюба́, Anna Marie Dubas; 3 сентября 1894, Париж — 21 февраля 1972, Париж) — французская певица-комедиантка, актриса, одна из первых основательниц жанра французской песни. Выступала в мюзик-холлах.

## Биография
Мари родилась в Париже и начинала свою карьеру как актриса театра (она сама поступила в Высшее театральное училище), но стала известной как певица. Мари вдохновляла Иветта Гильбер. Мари начала петь в маленьких кабачках на Монмартре, выступая с произвольными номерами. Быстрый успех позволил ей сыграть в опереттах и в музыкальных комедиях; таким образом она стала главой афиши, в 1920-х и 1930-х годах Мари начала выступать в таких местах, как «Парижское казино» и «Бобино». В 1932 она утвердила на эстраде жанр сольного вечера (два часа на сцене, без микрофона).
Наиболее знаменитая песня — «Мой легионер» (музыка Маргерит Монно, слова Раймона Ассо), которого она исполнила в 1936. Она создала также «Добряка Кабуло» (на стихи Франсиса Карко), «Изумительное танго», и интерпретировала в 1933 «Молитву Шарлотты» Жана Риктюса.
К 1939 году популярность Мари стала так высока, что она отправилась в турне по США. Дочь польского еврея, она была вынуждена при вступлении гитлеровцев во Францию уехать в Лозанну, где и оставалась до конца войны. Вернувшись, узнала, что её сестра и племянник были отправлены в концентрационный лагерь.
Большую роль Мари Дюба сыграла в становлении личности Эдит Пиаф.
Она снова поднялась на театральные подмостки в 1954, во время открытия «Олимпии».
В 1958 Мари ушла из театра, а в 1972 умерла в результате долгой болезни. Похоронена в Париже, на кладбище Пер-Лашез.